# End of an Era
End of an Era це DVD та подвійне CD фінської симфо-павер-метал квінтету Nightwish. Nuclear Blast записав їх живий виступ на Hartwall Areena в Гельсінкі, Фінляндія 21 жовтня 2005 року, на заключному концерті довгого світового турне в підтримку їх альбомаOnce. Під час концерту на сцені з'явився представник плементі Лакота, музикант Джон «Two-Hawks», який виконав композицію «Stone People», зі свого альбому Honor, як вступ до пісні «Creek Mary's Blood», в якій також пролунав його голос та гра на кедровій флейті. «End of an Era» є останнім шоу, для Тар'ї Турунен як вокалістки групи. Після концерту вони з групою розішлись , назва альбому тому і має таку назву.
На додаток до основних пісень Nightwish, на альбомі присутні кавери на такі відомі у всьому світі композиції: Over the Hills and Far Away Гері Мура, The Phantom of the Opera Ендрю Ллойда Уеббера, та High Hopes відомої британської групи Pink Floyd.
Тривалість концерту 1 година 43 хвилини. DVD також містить 55-хвилинний документальний фільм «A Day Before Tomorrow», про життя групи за 15 днів до концерту в Гельсінки та фотогалерею.
Blu Ray версія була випущена 29 травня 2009 року.

## Список композицій
|     | Назва                         | Композитор                                        | Примітки                                               | Тривалість |
| --- | ----------------------------- | ------------------------------------------------- | ------------------------------------------------------ | ---------- |
| 1.  | «Red Warrior»                 | Ганс Ціммер                                       | Intro                                                  | 0:35       |
| 2.  | «Dark Chest of Wonders»       | Туомас Холопайнен                                 |                                                        | 4:43       |
| 3.  | «Planet Hell»                 | Туомас Холопайнен                                 |                                                        | 4:45       |
| 4.  | «Ever Dream»                  | Туомас Холопайнен                                 |                                                        | 5:27       |
| 5.  | «The Kinslayer»               | Туомас Холопайнен                                 |                                                        | 4:09       |
| 6.  | «The Phantom of the Opera»    | Ендрю Ллойд Уеббер / Чарльз Гарт / Річард Стілгоу | Кавер на пісню Ендрю Ллойда Уеббера                    | 5:12       |
| 7.  | «The Siren»                   | Туомас Холопайнен / Ерно Вуорінен                 |                                                        | 4:53       |
| 8.  | «Sleeping Sun»                | Туомас Холопайнен                                 |                                                        | 4:55       |
| 9.  | «High Hopes»                  | Девід Ґілмор / Поллі Самсон                       | Кавер на пісню групи Pink Floyd                        | 6:54       |
| 10. | «Bless the Child»             | Туомас Холопайнен                                 |                                                        | 6:25       |
| 11. | «Wishmaster»                  | Туомас Холопайнен                                 | Включає intro до пісні «The Trooper» групи Iron Maiden | 4:44       |
| 12. | «Slaying the Dreamer»         | Туомас Холопайнен / Ерно Вуорінен                 |                                                        | 5:05       |
| 13. | «Kuolema Tekee Taiteilijan»   | Туомас Холопайнен                                 |                                                        | 4:13       |
| 14. | «Nemo»                        | Туомас Холопайнен                                 |                                                        | 4:46       |
| 15. | «Ghost Love Score»            | Туомас Холопайнен                                 |                                                        | 10:29      |
| 16. | «Stone People»                | Джон Two-Hawks                                    | Виконана Джоном Ту-Хоксом                              | 4:09       |
| 17. | «Creek Mary's Blood»          | Туомас Холопайнен                                 | Разом з Джоном Ту-Хоксом                               | 8:39       |
| 18. | «Over the Hills and Far Away» | Гері Мур                                          | кавер на пісню Гері Мура                               | 5:26       |
| 19. | «Wish I Had an Angel»         | Туомас Холопайнен                                 |                                                        | 4:17       |
| 20. | «All of Them»                 | Ганс Ціммер                                       | Outro                                                  | 3:35       |

## Вихід

### Продажі
Цей диск був випущений 1 червня 2006 року в Фінляндії, і 2 червня 2006 року в Німеччині. Після всього лише одного дня продаж, диск став золотим в Фінляндії. End of an Era також здобув золото в Німеччині, Франції та нещодавно в Швейцарії.
| Чарт            | Пікова позиція |
| --------------- | -------------- |
| Німеччина       | 3              |
| Фінляндія       | 7              |
| Велика Британія | 7              |
| Швейцарія       | 18             |
| Франція         | 24             |
| Норвегія        | 35             |
| Австрія         | 43             |

| Чарт            | Пікова позиція |
| --------------- | -------------- |
| Австрія         | 2              |
| Іспанія         | 2              |
| Німеччина       | 3              |
| Нідерланди      | 3              |
| Фінляндія       | 7              |
| Швейцарія       | 18             |
| Франція         | 24             |
| Велика Британія | 115            |